# 黄荷凤
黄荷凤（1957年9月—），女，生于浙江嵊州，籍贯浙江临安，中国生殖医学家，现任上海交通大学医学院教授。2017年当选为中国科学院院士。

## 教育经历
1982年毕业于浙江大学医学院（原浙江医科大学），1989年获得妇产科学硕士学位。